# Fegatello-Variante
|   | a | b | c | d | e | f | g | h |   |
| 8 |   |   |   |   |   |   |   |   | 8 |
| 7 |   |   |   |   |   |   |   |   | 7 |
| 6 |   |   |   |   |   |   |   |   | 6 |
| 5 |   |   |   |   |   |   |   |   | 5 |
| 4 |   |   |   |   |   |   |   |   | 4 |
| 3 |   |   |   |   |   |   |   |   | 3 |
| 2 |   |   |   |   |   |   |   |   | 2 |
| 1 |   |   |   |   |   |   |   |   | 1 |
|   | a | b | c | d | e | f | g | h |   |

Die Fegatello-Variante nach 1. e4 e5 2. Sf3 Sc6 3. Lc4 Sf6 4. Sg5 d5 5. exd5 Sxd5 6. Sxf7
Die Fegatello-Variante (im engl. Sprachraum: Fried Liver Attack) ist eine Eröffnung im Schachspiel, in der Weiß einen Springer opfert, um den schwarzen König zu entblößen und starke Initiative zu erhalten. Sie ergibt sich im Zweispringerspiel im Nachzuge in der Variante der Preußischen Partie nach der Zugfolge (siehe auch: Schachnotation):
1. e4 e5 2. Sf3 Sc6 3. Lc4 Sf6 4. Sg5 d5 5. exd5 Sxd5 6. Sxf7
In der Eröffnungssystematik der ECO-Codes ist die Fegatello-Variante unter dem Schlüssel C57 klassifiziert. Die erste überlieferte Partie mit diesem Angriff stammt aus dem Jahr 1610 (Giulio Cesare Polerio – Domenico, Rom).

## Idee und Varianten
Die Idee des weißen Springeropfers, das Schwarz an dieser Stelle wegen der Gabel nicht ablehnen kann und deshalb mit 6. … Kxf7 antwortet, ist der darauf folgende Doppelangriff 7. Df3+ (gibt Schach und attackiert ein weiteres Mal den Springer auf d5). Damit soll der schwarze König nach e6 gelenkt werden – der einzige Zug, mit dem Schwarz die Mehrfigur behaupten kann. Hier steht der König nicht nur relativ ungeschützt, sondern blockiert auch die Entwicklung der schwarzen Figuren, was Weiß gute Angriffschancen bietet. Im weiteren Verlauf dreht sich zunächst alles um den Springer auf d5.
- 7. … Ke6 8. Sc3 Scb4 Schwarz verteidigt seinen Springer und droht gleichzeitig Sc2+ mit Turmgewinn.
  - 9. 0–0 Weiß vermeidet das Schachgebot auf c2 durch Fortführung der Entwicklung. Nach 9. … c6 10. d4! hat der Anziehende weiterhin starken Angriff auf den exponierten schwarzen König und mehr als genug Kompensation für die geopferte Figur. Das Spiel bleibt komplex und scharf, ist aber für Schwarz sehr viel schwieriger, und die weißen Resultate sind ausgezeichnet. Es stellt sich heraus, dass in … Sxc2? mit der Idee, den Turm auf a1 zu nehmen, in allen Varianten verliert – Weiß kann bedenkenlos auch noch die Qualität opfern und den exponierten schwarzen König im Zentrum mattsetzen.
  - 9. De4?! verteidigt c2, gibt aber die Kontrolle über die f-Linie auf und erlaubt Schwarz, sich mit präzisem Spiel zu konsolidieren und sogar in Vorteil zu gelangen. c6 10. a3 Sa6 Der Springer kann über … Sac7 wieder ins Spiel gelangen und den Sd5 unterstützen. Schwarz wird seinen König mittels … Kf7, … Le6 und manueller Rochade auf g7 oder g8 in Sicherheit bringen. Gelingt ihm das, steht er mit Materialvorteil besser. Die Resultate für Weiß sind dennoch hervorragend, da Schwarz äußerste Genauigkeit an den Tag legen muss.
  - 9. a3?! Sxc2+ 10. Kd1 Sxa1 11. Sxd5 Ein weiteres Opfer, um den Angriff zu verstärken. Weiß gibt dem Schwarzen keine Zeit, c6 zu spielen und zwingt auf Kosten eines Turmes den schwarzen Springer, die Deckung von d5 aufzugeben. In der Folge kann Weiß auf d5 schlagen und zielt darauf ab, mit seinen aktiveren Figuren den offenen schwarzen König matt zu setzen. Diese Variante ist allerdings sehr riskant, da Weiß bei nicht durchschlagendem Angriff mit Materialverlust zurückbleibt. Schwarz kann das durch sehr genaue Verteidigung erreichen. Da (für menschliche Gegner) diese Verteidigung in den verschiedenen Varianten aber nicht leicht zu realisieren ist, bietet dieses Folgeopfer in der Praxis – auch auf hohem Niveau – durchaus Chancen.[3]

Alternative
Um den Gang des Königs ins Zentrum und die sich daraus ergebenden Komplikationen zu vermeiden, kann Schwarz die Figur sofort zurückgeben und das Schach mit 7. … Df6 parieren. Dies vereinfacht die Verteidigung, Schwarz bleibt allerdings nach
- 8. Lxd5+ Ke8 9. Lxc6+ Dxc6 10. Dxc6+ (10. Dh5+ Dg6 11. Dxe5) bxc6 11. d3

mit mindestens einem Minusbauern und der erheblich schlechteren Struktur zurück. 7. … Ke8 führt zum gleichen Ergebnis; denkbar schlecht ist 7. … Kg8?? 8. Lxd5+ und Matt in zwei Zügen.

## Abweichungen
Statt 6. Sg5xf7 wird 6. d2–d4!? als stärker betrachtet. Weiß deckt durch diesen Entwicklungszug zunächst seinen Springer auf g5. 6. d2–d4, das schon 1858 von Paul Morphy gespielt wurde, vergrößert den Entwicklungsvorteil und riskiert nichts. Schwarz steht vor großen Problemen.
Durch 6. … e5xd4 würde dem besser entwickelten Weißen die e-Linie geöffnet, die der durch baldige 0–0 auszunützen sucht.
Die Drohung Sg5xf7 bleibt bestehen und wird durch Entwicklung vorbereitet.
Eine Partie zwischen Joseph Henry Blackburne und Richard Teichmann ging weiter mit 6. d2–d4! e5xd4 7. 0–0 Lc8–e6 (f6 8. Te1+ Le7 9. Df3) 8. Tf1–e1 Dd8–d7 9. Sg5xf7! Ke8xf7 10. Dd1–f3+ Kf7–g8 11. Te1xe6! Ta8–d8 12. Te6–e4 Sc6–a5? 13. Te4–e8!
Schwarz gab an dieser Stelle auf. 13. … Txe8 14. Dxd5+ und Schwarz geht matt 13. … Dxe8 14. Lxd5+ Txd5 15. Dxd5+ Df7 16. Dxa5 mit Figurengewinn.
Schwarz kann das weiße Springeropfer im Zweispringerspiel im Nachzuge unterbinden (und sollte das vermutlich auch), indem er statt 5. … Sxd5? den noch vom eigenen Bauern blockierten weißen Läufer mit 5. … Sa5 angreift. Nach einem Zwischenschach muss sich jener zurückziehen, und Schwarz kann sich entwickeln, z. B.:
- 6. Lb5+ c6 7. dxc6 bxc6 8. Le2 h6 9. Sf3 e4 10. Se5 Lc5 … mit ausgeglichener Stellung.

Eine ebenso aggressive wie riskante Variante für Schwarz besteht darin, nach 4. Sg5 die Bedrohung des Feldes f7 durch Springer und Läufer komplett zu ignorieren und stattdessen mit 4. … Lc5 seinerseits die weiße Königsstellung in Form des Feldes f2 zu attackieren. Dies ist der Traxler-Gegenangriff. Er führt zu scharfem Spiel, in der Regel aber auch zu klarem Vorteil für Weiß.